# Хребет Докучаева
Хребет Докучаева находится на острове Кунашир, Большая Курильская гряда, Курильские острова.

## Описание
Хребет Докучаева является крупным орографическим оъбектом острова, имеющим большое число уникальных природных комплексов. Северная састь хребта защищает северо-заподное побережье от туманов и холодных ветров, благодаря своей высоте на протяжении многих километров (более 1000 м над уровнем моря). В связи с этой особенностью склоны восточного и западного побережья имеют различия. Восточная сторона более пологая, покрыта лесами таёжного типа (смешанными и темнохвойными), которые по мере возрастания высоты переходят в рощи каменной березы. Здесь начинают свой путь крупнейшие реки острова — Птичья и Тятина. Западная сторона представлянт собой крутые скальные обрывы с ущельями, каскадами водопадов.
На Хребте Докучаева располагаются вулканы Руруй (1485 м) и Смирнова/Сибирцева (1189 м), линейно-кустовые вулканы хребта: вулкан (гора) Гедройца и вулкан (гора) Вильямса, некоторые ученые считают все эти вулканы частью одного — вулкана Смирнова. В своей работе Апродов «Природа мира. Вулканы» характеризует эти объекты как раздельные. Руруй считается действующим по наличию на склонах сольфатарно-термальных проявлений, активных на западном склоне, площадью примерно 1,5 км².
На хребте расположено большое количество горных карстовых, запрудных и вулканических озёр. Среди них: озеро Вильямса (крупнейшее), Ильинское.

## Флора
Флора данной местности разнообразна. Здесь произрастают: многопородные хвойно-широколиственные леса из хвойных (Abies sachalinensis, Picea jezoensis, P. glehnii, Taxus cuspidata), широколиственных (Ulmus ssp., Phellodendron sachalinense, Acer mayrii, Kalopanax septemlobus, Magnolia hypoleuca, Padus ssiori и др.) и мелколиственных (Betula ermanii, Sorbus commixta, Populus ssp.) пород, большое количество древовидных лиан (Toxicodendron orientale, Vitis coignetiae, Actinidia kolomikta, Celastrus orbiculata и др.) и кустарников (Hydrangea ssp., Ilex ssp.,Aralia elata, Menziesia pentandra, Daphniphyllum humile, Lonicera ssp. и др.), ольхово-березовые леса, бамбучниковые луга (Sasa ssp.), дуб курчавенький (Q. crispula), ложнотополь Урбана (Toisusu urbaniana) и заросли кедрового стланика (Pinus pumila). Со стороны восточного склона преобладают: каменная береза (B. ermanii), заросли кедрового стланика (P. pumila) и бамбучниковыми лугами (Sasa ssp.). Особенностью восточного склона является наличие верховых моховых болот и произрастание низкотравных альпийских лугов и пустошей (высота 1000—1200 м над у. м.).

## Фауна
Из животного мира на Хребте Докучаева обитают, свойственные Курильскому архипелагу виды: Жужелица Bembidion ruruy Makarov et Sundukov (бескрылый эндемик крайнего севера Кунашира),Бескрылая жужелица Trechus nakaguroi Uéno, пещерный кузнечик Alpinanoplophilus kurilensis Storozhenko, восточный щитомордник Gloydius blomhoffii blomhoffii, утка-мандаринка, Aix galericulata (оз. Водопадное), Безушник Зибольда (Anotogaster sieboldii Selys).